# Liberalismo em Hong Kong
O liberalismo em Hong Kong se tornou a força motriz do movimento democrático desde a década de 1980, representado principalmente pelo campo pró-democracia que luta pelo sufrágio universal, pelos direitos humanos e pelo Estado de direito em Hong Kong. É uma das duas principais ideologias políticas de Hong Kong, sendo a outra o conservadorismo. O surgimento do liberalismo contemporâneo teve raízes na rápida democratização nos anos finais do período colonial, nas décadas de 1980 e 1990, quando o campo pró-democracia se uniu sob a bandeira de uma Hong Kong autônoma sob soberania chinesa. Os liberais consolidaram seu apoio popular nos protestos e massacres da Praça da Paz Celestial em 1989 e obtiveram vitórias esmagadoras nas primeiras eleições diretas em 1991 e 1995, nos últimos anos coloniais. Os liberais assumiram um papel defensivo contra o regime autoritário de Pequim no início do período da RAE, o que levou à manifestação massiva contra o Artigo 23 da Lei Básica em 2003.
Os liberais sofreram com crises internas e fragmentação sobre as abordagens de luta pela democracia plena e proteção dos valores liberais de Hong Kong contra a crescente invasão de Pequim na autonomia de Hong Kong, o que levou à ascensão do localismo na década de 2010. O movimento de desobediência civil em larga escala do Occupy Central em 2014 e os históricos protestos antigovernamentais em 2019 resultaram na repressão pesada de Pequim e na subsequente retaliação, o que colocou o movimento liberal no limbo.
Historicamente, o liberalismo tem uma longa tradição como filosofia econômica desde a fundação de Hong Kong como um entreposto que preza a propriedade privada, o livre mercado e o livre comércio. Desde que Hong Kong foi estabelecida como um porto de livre comércio pela Grã-Bretanha em 1841, ela tem sido fortemente influenciada pelos ideais do laissez-faire ao longo de sua história. Entretanto, como era uma colônia amplamente segregada racialmente e politicamente fechada, as tentativas de reforma liberal tiveram pouco sucesso no século XIX. No entanto, muitos intelectuais chineses educados no Ocidente, radicados em Hong Kong, tornaram-se alguns dos pensadores liberais mais proeminentes que pressionaram pela modernização da China, incluindo Ho Kai e revolucionários como Yeung Ku-wan e Sun Yat-sen. Durante o início do período pós-guerra, um movimento de autogoverno em pequena escala também surgiu da reforma constitucional proposta pelo governador Mark Aitchison Young.

## Raízes liberais do século XIX ao início do século XX

### Liberalismolaissez-faire
A cessão de Hong Kong sob o Tratado de Nanquim em 1842 foi supervisionada pelo então Secretário de Relações Exteriores britânico, o Visconde Palmerston, que exigiu um tratado comercial que colocasse as relações comerciais sino-britânicas em uma base satisfatória ou a cessão de uma pequena ilha onde os comerciantes de ópio britânicos pudessem viver sob sua própria bandeira, livres de ameaças dos oficiais chineses em Cantão. Palmerston foi uma figura importante do Partido Whig, que foi o antecessor do Partido Liberal. O objetivo da Guerra do Ópio era abrir o mercado chinês em nome do livre comércio. Sendo o porto franco britânico de Hong Kong, aproveitando-se como porta de entrada para o vasto mercado chinês, os comerciantes de Hong Kong, os chamados compradores, assumiram um papel de liderança nas oportunidades de investimento e comércio, servindo como intermediários entre a população europeia e indígena na China e em Hong Kong, nos princípios do liberalismo clássico laissez-faire, que desde então domina o discurso económico de Hong Kong.
Sir John Bowring, governador de Hong Kong de 1854 a 1859 e discípulo do filósofo liberal Jeremy Bentham, por exemplo, foi um dos principais defensores do livre comércio na época. Ele acreditava que "Jesus Cristo é o livre comércio e o livre comércio é Jesus Cristo". Em 1858, Bowring afirmou orgulhosamente que "Hong Kong apresenta outro exemplo de elasticidade e potência do comércio irrestrito".
A tradição do mercado livre perdurou por toda a história de Hong Kong, e a cidade foi classificada como a economia mais livre do mundo por 25 anos, de 1995 a 2020, um título que lhe foi concedido pela Heritage Foundation, um think tank conservador de Washington, e foi muito admirada pelo economista libertário Milton Friedman.